# Thanatephorus ochraceus
Thanatephorus ochraceus é uma espécie de fungo pertencente à família Ceratobasidiaceae.